# Storsylen
Der Storsylen (dt. Der große Dorn) oder Syltoppen ist ein Berg an der norwegisch / schwedischen Grenze und der höchste Berg in den Sylan. Der Gipfel, der sich auf norwegischem Staatsgebiet befindet, ist 1762 Meter hoch. Der Vermessungspunkt auf der norwegisch-schwedischen Grenze ist mit einer Höhe von 1743 m die höchste Erhebung der historischen schwedischen Provinz Jämtland, welche zu Jämtlands län gehört. Die Schartenhöhe des Berges beträgt 640 m.

## Erschließung
Im 19. Jahrhundert galt der Berg als unbesteigbar. Heutzutage ist er einer der meistbestiegenen Gipfel in den Sylan. Es gibt sowohl Routen zum Wandern (aus nördlicher Richtung) als auch zum Klettern (aus südlicher Richtung). Der Normalweg führt von der Nedalshytta auf rund 780 moh in der norwegischen Gemeinde Tydal in rund 5 Stunden über einen vom norwegischen Wanderverein markierten 12 km langen Wanderweg auf den Gipfel des Storsylen.

## Bildergalerie

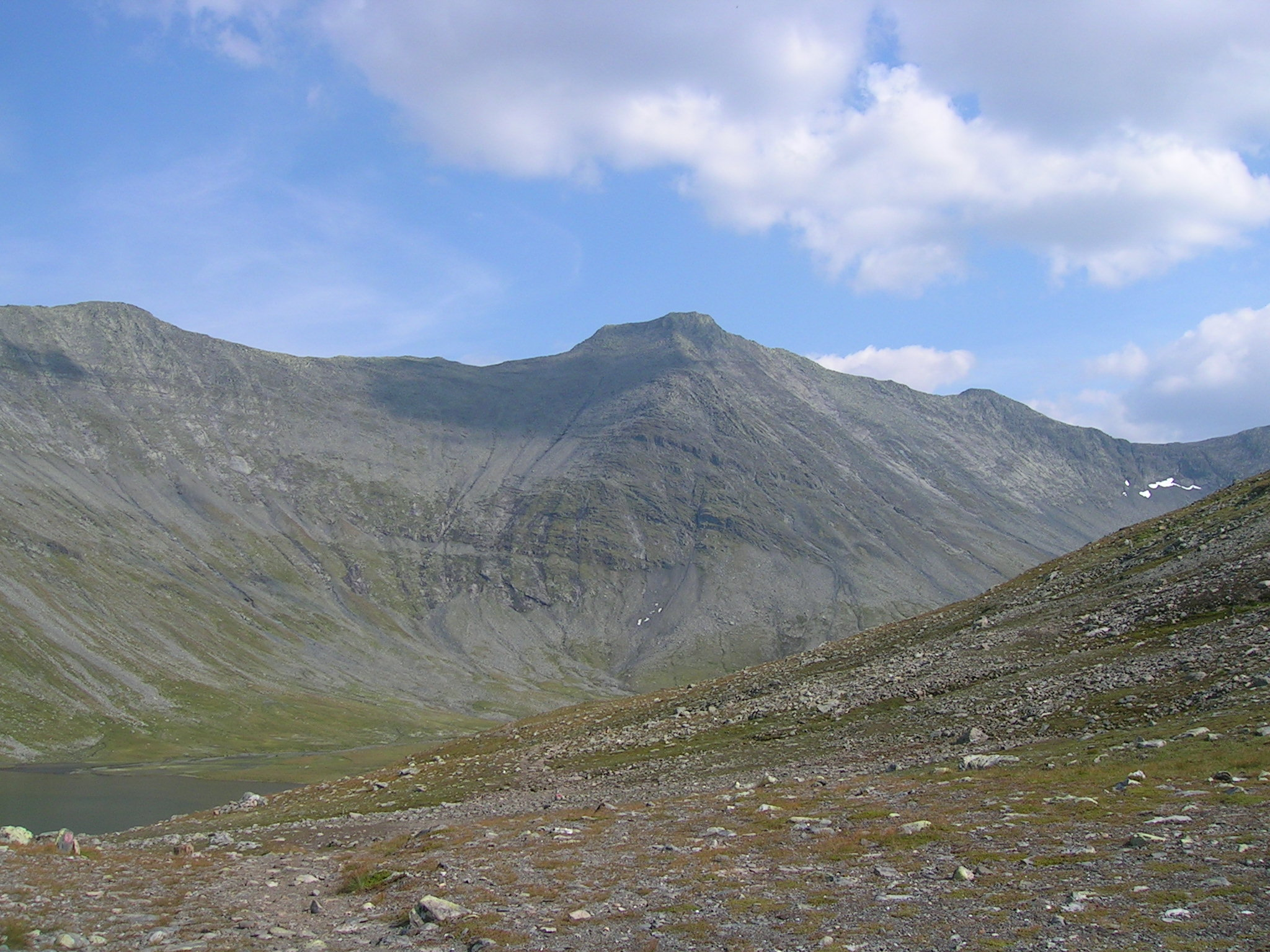
Der Storsylen von Westen (norwegische Seite)
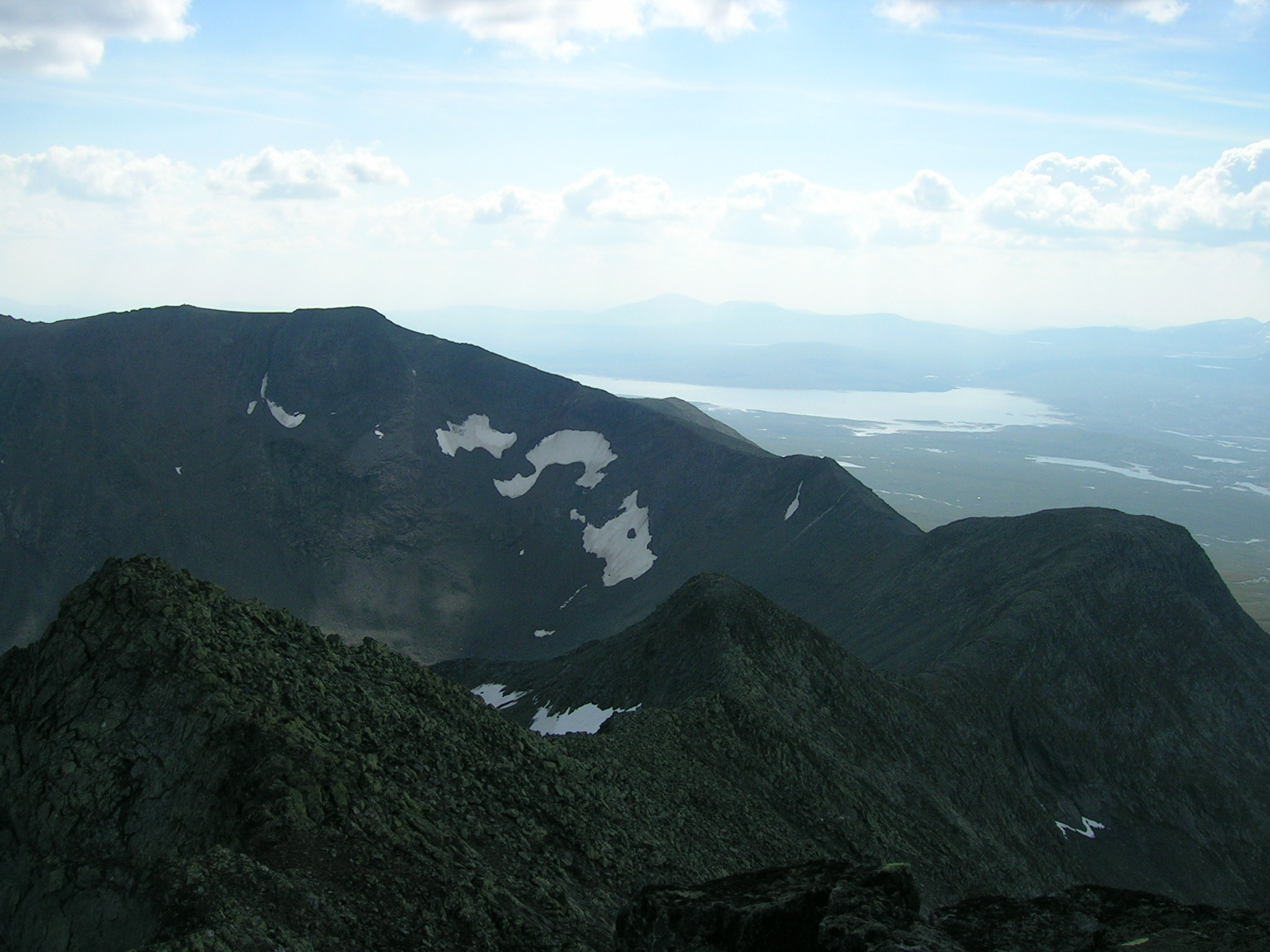
Links Storsola, rechts hinten der Sylsjön-Stausee, vom Gipfel des Storsylen aus gesehen
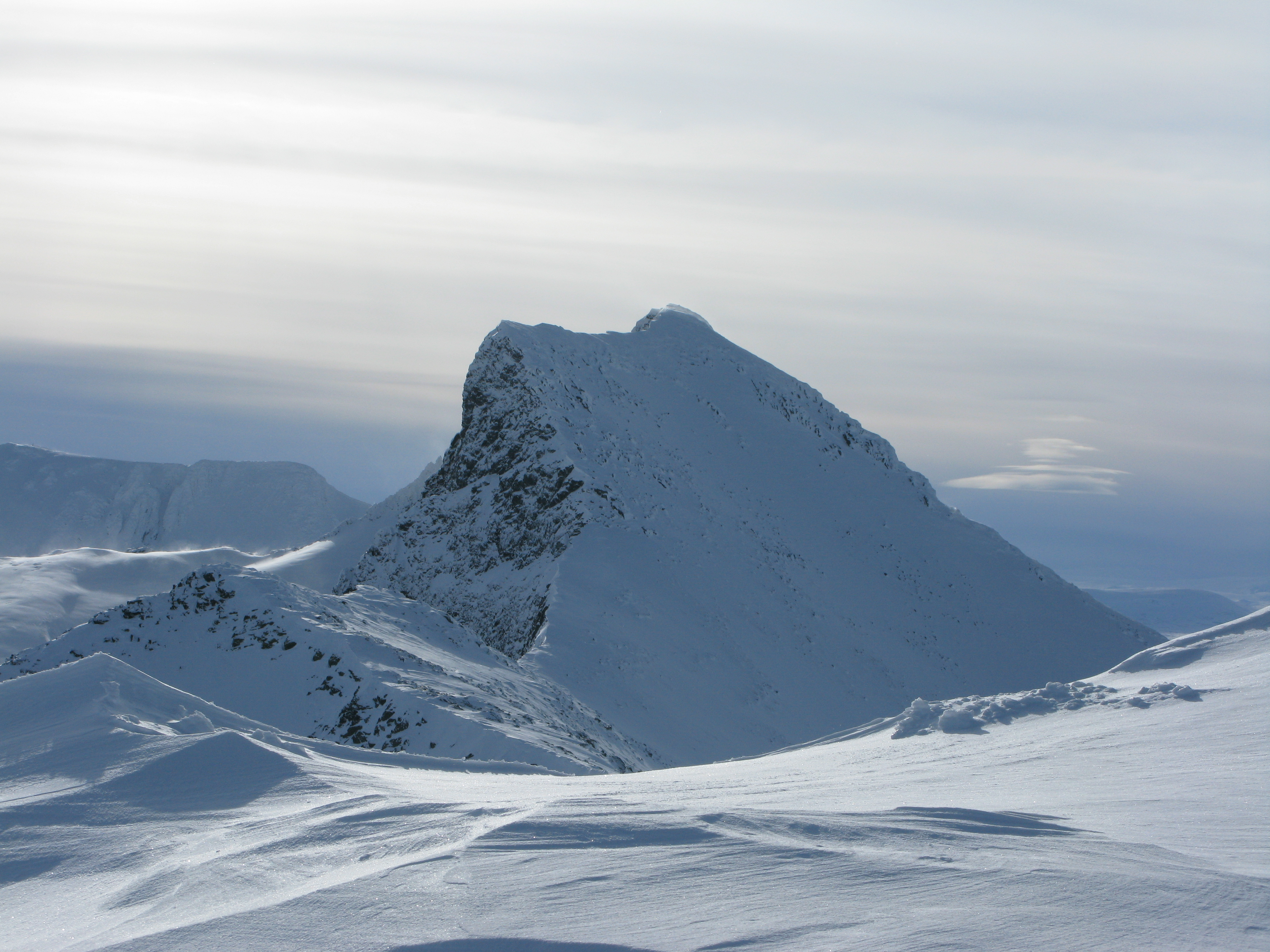
Der Storsylen im Winter (Nordwestansicht)
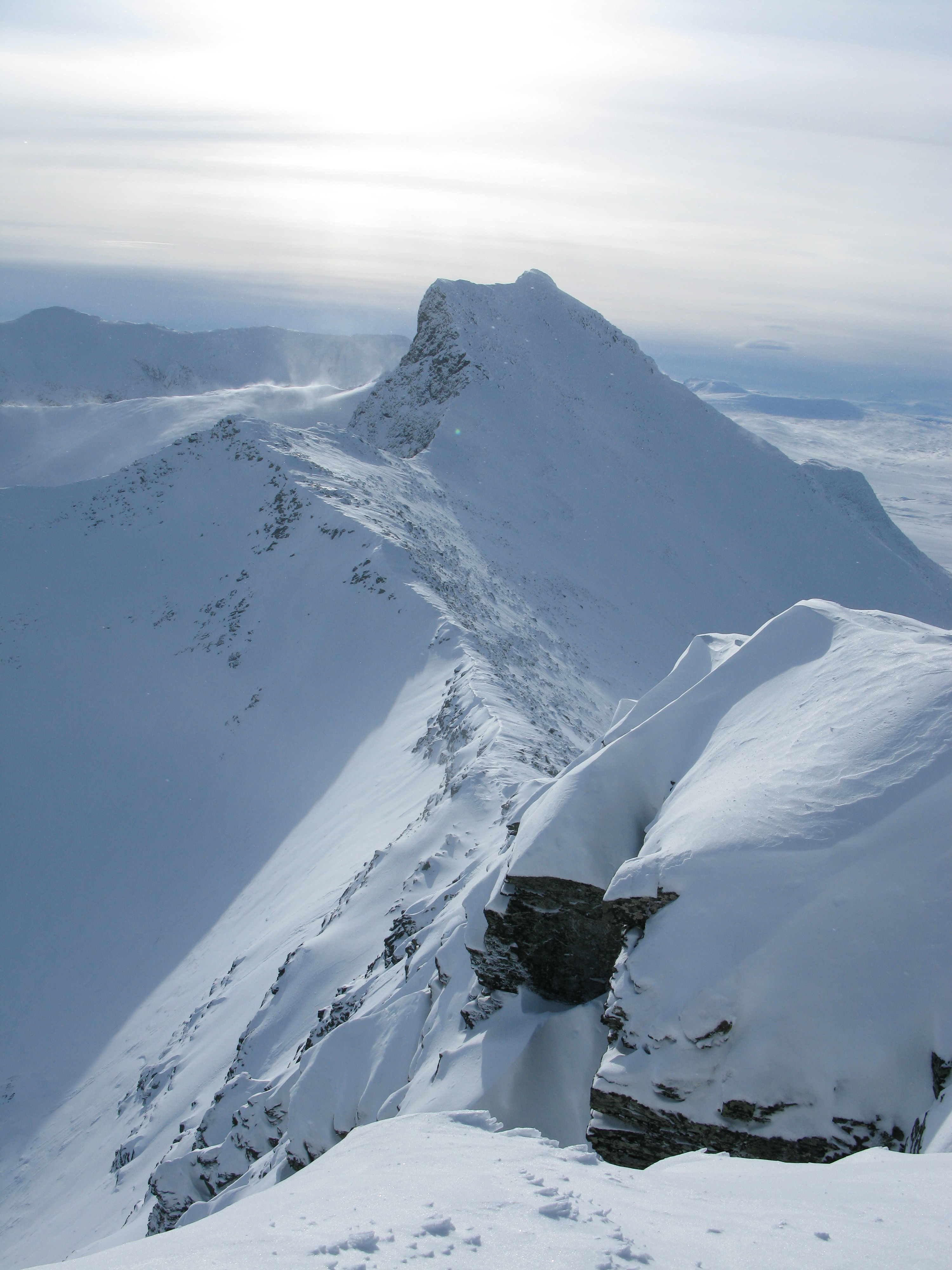
Der Storsylen vom Gipfel des Lillsylen aus